# Holly Body
Holly Body (Encino, 4 giugno 1970) è un'ex attrice pornografica statunitense.

## Biografia
Ha iniziato la sua carriera come danzatrice in bikini e spogliarellista per poi cominciare la sua avventura nel cinema porno nel 1992, con uno pseudonimo probabilmente ispirato al film del 1984 Omicidio a luci rosse, diretto da Brian De Palma, in cui la pornostar interpretata da Melanie Griffith si chiama proprio "Holly Body". Inizialmente si tinse i capelli di biondo ma successivamente, dopo un intervento di chirurgia plastica al seno, è tornata al colore naturale, scuro. Holly Body fu una delle pornodive più famose degli anni novanta (insieme a Kylie Ireland, Asia Carrera, Jenna Jameson e altre), ha lavorato sia negli Stati Uniti d'America che in Europa ed è riuscita a ottenere contratti molto favorevoli dalle case di distribuzione delle pellicole.
Nel 2001 si è ritirata temporaneamente dalle scene e si è fatta fare numerosi interventi chirurgici per abbellire varie parti del corpo, in particolare il viso e il seno. Nel 2003 è tornata brevemente a lavorare nel cinema a luci rosse utilizzando il nome d'arte di Holly "BJ" Morgan.

## Carriera
Holly Body è stata protagonista di circa ottanta film e ha preso parte alla serie pornografica Babewatch, probabilmente il suo lavoro che ebbe più successo. Altre pellicole abbastanza note furono Jenna's Revenge, Apassionata, Paradise and Priceless mentre tra le più recenti fece fortuna la serie Double Decker Sandwich, realizzata nel 2004.

## Filmografia
- Award Winning Sex Stars 2 (2006)
- Big Rack Attack (2005)
- Jenna's Star Power (2005)
- Big Titty Slammers 4 (2004)
- Garden of Eatin' (2004)
- Gazongas (2004)
- Knockin' Nurses 3 (2004)
- Leave It to Cleavage (2004)
- M.i.l.t.f. 9 (2004)
- P.O.V. Pin-Ups All-Stars (2004)
- Busty Beauties 8 (2003)
- Spyman 2: Saving Bambi (2003)
- Wet and Messy Big Boobs (2003)
- The Voyeur's Favorite Blowjobs and Anals 5 (2001)
- Dirty Weekend (2000)
- Freaks of Nature (1999)
- Doc's Best Pops 1 (1999)
- Hawaiian Blast (1999)
- Ass Openers 17 (1998)
- Ass Openers 18 (1998)
- Babewatch 5 (1998)
- Big Boob Bounce-A-Thon (1998)
- Dirty Dozen 2 (1998)
- Harem Hooters (1998)
- 31 Girl Pickup (1997)
- Ancient Secrets of the Kama Sutra (1997)
- Appassionata (1997)
- Ass Openers 6 (1997)
- Blowjob Adventures of Dr. Fellatio 4 (1997)
- Booby Trapped (1997)
- Deep Throat the Quest 2: Jail Break/Pussy Auction (1997)
- Dirty Bob's Xcellent Adventures 35 (1997)
- Hot Tight Asses 20 (1997)
- Howard (1997)
- ... ó Love Bytes (Estados Unidos)
- Indigo Delta (1997)
- In the Money (1997) .... Holly
- Mega Babes of Napali Video (1997)
- Paradise (1997)
- Sin-a-matic 2: Big Island Style (1997)
- Tails of Perversity (1997)
- The World's Luckiest Man (1997)
- Holly Body's Stocking Tease (1996) .... Holly
- Babe Watch Beach (1996)
- Blade (1996)
- Gold Diggers (1996)
- Jenna's Revenge (1996)
- Kamasutra (1996)
- Nektar (1996)
- Splattered (1996)
- Fresh Meat 2 (1995)
- The Anal Nurse Scam (1995)
- Babewatch 3 (1995) .... Breezy
- Babewatch 4 (1995) .... Breezy
- Beaver & Buttface (1995)
- Boobtown (1995)
- Doin' the Rounds (1995)
- Julie's Diary (1995)
- Killer Tits (1995)
- Priceless (1995) .... Angela
- Pussyman 12: Sticky Fingers (1995)
- Rod Wood (1995)
- Some Like It Wet (1995)
- Strippers Inc. 4 (1995)
- Surf Babes (1995)
- Thunder Road (1995)
- Babewatch (1994) .... Wendy
- Babewatch 2 (1994) .... Wendy
- Bad Girls V (1994)
- Bare Ass Beach (1994)
- Boobs A Poppin' (1994)
- Holly's Holiday Gang Bang (1994)
- The Last Fight (1992)
- One of a Kind (1992)
- Too Cute for Words (1992)
- Adult Video News Awards 1999 (1999)
- Seymore and Shane Mount Tiffany (1994)